# مت گیتس
مت گیتس (انگلیسی: Matt Gaetz؛ زادهٔ ۷ مهٔ ۱۹۸۲) (‎/ˈɡeɪts/‎ وکیل و سیاستمدار آمریکایی است که از سال ۲۰۱۷ عضو مجلس نمایندگان ایالات متحده آمریکا از حوزه انتخابیه یکم فلوریدا  بوده‌است. او که جمهوریخواه است پیشتر عضو مجلس نمایندگان فلوریدا بوده‌است. او به‌عنوان طرفدار سرسخت سیاست‌های راست افراطی و همچنین متحد دونالد ترامپ، رئیس جمهور سابق آمریکا شناخته می‌شود. در پی طرح درخواست رسمی وی برای برکناری کوین مک کارتی، وی برکنار شد.
پدر او دان گیتس از سال ۲۰۱۲ تا ۲۰۱۴ رئیس سنای فلوریدا بود.